# Aéroport de Braga
Pour les articles homonymes, voir BGZ.
L'aéroport de Braga (code IATA : BGZ • code OACI : LPBR) est un aéroport situé à Braga, au nord-ouest du Portugal.